# Altes Schloss Brunn

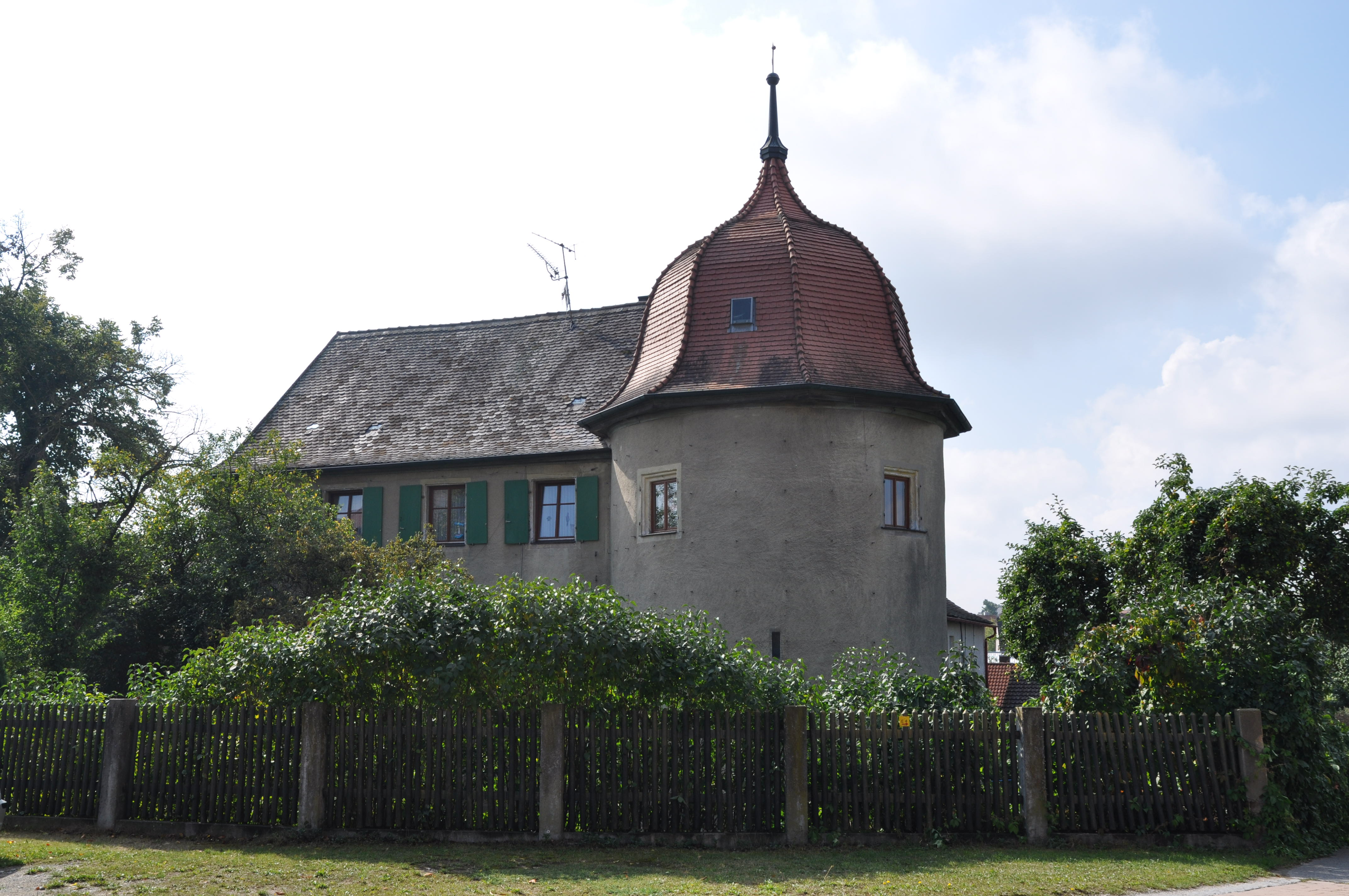
Altes Schloss Brunn

Das Alte Schloss Brunn, auch Bösenbrunn oder Schlossbrunn, ist ein Schloss in Brunn, einem Gemeindeteil des Marktes Emskirchen im Landkreis Neustadt an der Aisch-Bad Windsheim (Mittelfranken, Bayern).

## Geschichte
Der Ort wurde erstmals 1154/57 als „Brunnen“ in einer Urkunde erwähnt, in der das Kloster Heilsbronn Güter in diesem und anderen Orten gegen Güter in anderen Orten tauschte. In einer Urkunde vom 7. Juli 1265 wurde erwähnt, dass es ein „werenherus de Brvonne“ gibt, woraus geschlossen werden kann, dass es zu dieser Zeit schon einen Ortsadel gab. Im Jahre 1311 veräußerte das Kloster seine Güter an Wolfram von Urach. Von 1400 bis 1458 war das Schloss in Besitz der Herren von Seckendorff, dann der Herren von Lüchau. Das Schloss Brunn wurde 1409 niedergebrannt (ein zweites Mal 1501). Das heute so genannte Alte Schloss stammt im Kern von 1525 (das Schloss wurde im Bauernkrieg beschädigt) und 1553 (im Zweiten Markgrafenkrieg ebenfalls beschädigt). Von 1559 bis ins frühe 18. Jahrhundert gehörte der Ort größtenteils den Herren von Heßberg, ab dem 24. Mai 1753 den Grafen von Pückler-Limpurg. Das Neue Schloss neben dem Alten Schloss wurde durch Graf Christian Karl von Pückler-Limburg ab 1753 erbaut. Das Alte Schloss wurde im 18./19. Jahrhundert mehrfach verändert. 

## Beschreibung
Das Baudenkmal wird in der Bayerischen Denkmalliste folgendermaßen beschrieben:

„Altes Schloss: Rundturm und zwei Satteldachbauten, im Kern 1525/1553 und 18./19. Jahrhundert“